# Zambana
Zambana es una localidad italiana, capital del municipio de Terre d'Adige en la provincia de Trento, región de Trentino-Alto Adigio, con 1.652 habitantes.
Fue un municipio independiente hasta el 31 de diciembre de 2018, en que fue disuelto y pasó a formar parte del municipio de Terre d'Adige.

## Evolución demográfica
| Gráfica de evolución demográfica de Zambana entre 1861 y 2001 |
|                                                               |
| Fuente ISTAT - elaboración gráfica de Wikipedia               |